# Aniela Goc
Aniela Jadwiga Goc (ur. 21 maja 1934) – polska mistrz kosmetyki, specjalista kosmetologii, specjalista masażu kosmetycznego. Jedna z pierwszych promotorek edukacji kosmetyczek w Polsce.
Prekursorka dwuletniego  kształcenia kosmetyczek i wszechstronnego kształcenia kosmetologów w Polsce. Założyciel i Kanclerz (2000) Wyższej Szkoły Zdrowia, Urody i Edukacji w Poznaniu. 
Założycielka Policealnego Studium Kosmetycznego (1991). Od 1992 organizatorka Targów Kosmetycznych, Mistrzostw Makijażu Artystycznego, Festiwalu Mody Fryzjerskiej, Konkursu Makijażu Kobiety Dojrzałej, pokazów makijażu, sympozjów dla kosmetyczek.

## Nagrody i odznaczenia
- Medal Komisji Edukacji Narodowej (2001),
- Honorowa Odznaka Zasłużona dla Miasta Poznania,
- Złoty Medal za Długoletnią Służbę (2008),
- Tytuł Menedżera Najwyższej Jakości (2008),
- Krzyż Kawalerski Orderu Odrodzenia Polski (2008)[4],
- Medal Optime Merito, Archidioecesis Posnaniensis przyznanym przez arcybp. Stanisława Gądeckiego (2011)[5].